# Thomas of Moulton
Sir Thomas of Moulton (auch de Muleton oder of Multon) († 1240) war ein englischer Richter und Adliger. Durch Heirat und Dienst für die Krone stieg er vom Ritter zum Baron auf.

## Herkunft
Thomas of Moulton entstammte einer ritterlichen Familie aus Lincolnshire. Er war ein Sohn des gleichnamigen Thomas of Moulton († vor 1198) und dessen Frau Eleanor. Er war ein Enkel von Lambert of Moulton († 1166/7), der Ländereien in den Honours of Bolingbroke und Richmond in Yorkshire sowie in Holland in Lincolnshire besaß. Nach dem Tod seines Vaters vor 1198 erbte Moulton die nordenglischen Besitzungen seines Vaters. Dazu erhob er nach dem Tod seiner Mutter vor Herbst 1201 Erbansprüche auf Besitz in der Stadt Boston.

## Militär und Beamter unter König Johann Ohneland
Während der Herrschaft von König Johann Ohneland diente Moulton als Ritter von 1202 bis 1203 mehrfach im Krieg in der Normandie. Ende 1205 erwarb er für sieben Jahre das Amt des Sheriffs von Lincolnshire. Für das Amt wollte er einmalig 500 Mark und fünf Streitrösser sowie jährlich 300 Mark zahlen. Als Angehöriger der lokalen Gentry konnte Moulton aber nicht wie ortsfremde Sheriffs rücksichtslos Gebühren fordern und eintreiben, so dass er schon bald mit seinen Zahlungen an das königliche Schatzamt erheblich in Verzug war. Dies waren aber nicht die einzigen Gebühren, die er an die Krone zahlen sollte. Für den Erwerb von Marschland in den Fens sollte er zusammen mit anderen Adligen 1206 eine Gebühr von 500 Mark zahlen. Aufgrund seiner Schulden und wegen angeblicher schlechter Amtsführung als Sheriff setzte der König ihn ab und befahl am 21. Juli 1208 seine Inhaftierung in Rochester Castle. Erst nach Zahlung der vollständigen Summe sollte er freikommen. Vor 1210 gelang es Moulton, eine Einigung mit dem Schatzamt zu erreichen, so dass er wieder frei kam. Es gelang ihm auch, wieder die Gunst des Königs zu gewinnen. 1211 nahm er am Feldzug des Königs in Wales und im Frühjahr 1214 am erfolglosen Feldzug des Königs ins Poitou teil. Am 25. Februar 1213 wurde er beauftragt, Beschuldigungen wegen Erpressung durch die Sheriffs von Yorkshire und Lincolnshire zu untersuchen, und im Spätsommer 1213 sollte er die finanziellen Verluste ermitteln, die die Diözese Lincoln während des vom Papst über England verhängten Interdikts erlitten hatte. Trotz der Inhaftierung aufgrund seiner Schulden bot Moulton dem König für diese Ämter und für andere Gunstbeweise weiterhin Geld. Die erhaltenen Ämter zahlten sich aber offenbar nicht für ihn aus, denn nach 1217 schuldete er dem Schatzamt noch über £ 800.

## Rolle im Krieg der Barone
Wegen seiner Schulden, aber auch aus Freundschaft zu seinem Nachbarn Simon of Kyme schloss sich Moulton zahlreichen anderen nordenglischen Baronen an, die 1215 gegen König Johann rebellierten. Er gehörte zu den Baronen, die sich zu Ostern bei Stamford versammelten, weswegen er 1216 von Papst Innozenz III. exkommuniziert wurde. Während des Ersten Kriegs der Barone gegen den König geriet Moulton zusammen mit seinem Sohn Alan am 30. November 1215 bei der Eroberung von Rochester Castle in Gefangenschaft. König Johann übergab ihn an Peter de Maulay, der ihn in Corfe Castle gefangen hielt. Seine Ländereien wurden zur Verwaltung an seinen Lehnsherrn Ranulf, Earl of Chester übergeben. Trotz der Bemühungen seiner jüngeren Söhne blieb Moulton bis gegen Ende des Bürgerkriegs in Gefangenschaft. Erst nachdem er sich dem neuen König Heinrich III. unterworfen hatte, wurde er am 29. Juli 1217 freigelassen. Die Verwaltung seiner Besitzungen hatte im Juni 1217 der frühere Rebell William d’Aubigné übernommen, der Moulton dabei unterstützte, das geforderte Lösegeld von 300 Mark aufzubringen. Am 3. September 1217 erhielt er seine Besitzungen zurück.

## Dienst als Richter unter König Heinrich III.
Während der Herrschaft von Heinrich III. wurde Moulton einer der wichtigsten Vertreter der Regierung in Nordengland. Er übernahm eine Reihe von lokalen Ämtern in Lincolnshire und in Cumberland, wo er durch seine zweite Ehe Besitzungen erworben hatte. Von 1218 bis 1219 gehörte er zu den Richtern, die während der ersten Gerichtsreise der neuen Regierung in Cumberland, Westmorland, Lancashire, Yorkshire und Northumberland Verhandlungen führten. Bis August 1234 nahm er noch an weiteren Gerichtsreisen durch weitere Grafschaften teil. Ab 1224 gehörte er regelmäßig zu den Richtern an den königlichen Gerichten in Westminster und stieg rasch zu einem der führenden Richter des Court of Common Pleas auf. Dabei verfügte er wahrscheinlich über keine juristische Ausbildung, sondern hatte sein Wissen vor allem durch praktische Erfahrungen als Sheriff, aber auch als Beteiligter an zahlreichen Prozessen um Landbesitz und anderen Streitfälle erworben. Bereits vor dem 25. Februar 1225 war er nach Martin of Pattishall der ranghöchste Richter. Er hatte dazu gute Beziehungen zur Regierung, denn vor allem bis 1230 bezeugte er zahlreiche königliche Urkunden, darunter 1225 die Bestätigung der Magna Carta durch den König. Wohl aufgrund seiner Erfahrung als Forstaufseher und Forstrichter in Cumberland bezeugte er 1225 auch die Charter of the Forest, die die Nutzung der königlichen Forste regelte. Dazu leitete er mehrfach Gerichtsreisen durch verschiedene Grafschaften. Nach dem Rückzug von Martin of Pattishall 1229 wurde er Senior Justice des Court of Common Bench. Als eine von Peter des Roches geführte Gruppe 1232 den langjährigen Justiciar Hubert de Burgh von der Macht verdrängte, wurde Moulton im Herbst 1233 durch William of Raleigh als Chief Justice abgelöst. Dafür konnte er seine Stellung in Nordengland ausbauen. Er übernahm 1233 das Amt des Sheriffs von Cumberland und das des Constable von Carlisle Castle. Nach dem Sturz von des Roches im Frühjahr 1234 übernahm Moulton im Herbst wieder das Amt des Chief Justice. Unter dem Einfluss von William of Raleigh und Wilhelm von Valence entließ der Kronrat aber 1236 zahlreiche Sheriffs und Beamte, darunter auch Moulton. Im Herbst 1236 legte er auch sein Richteramt nieder. Sein letztes bekanntes Amt war, als er im Frühjahr 1238 im Auftrag des Königs de Krongüter in Cumberland vermaß, da der König gemäß dem Vertrag von York dem schottischen König Landbesitz in England überlassen musste.

## Erweiterung seiner Besitzungen
Nach der Chronik von Matthew Paris war er in seiner Jugend ein kühner Ritter, der dann zu einem erfahrenen Richter wurde. Durch Erbansprüche, aber durch Pacht konnte er um 1200 weitere Besitzungen in Lincolnshire und Lancashire erwerben. Sein Hauptsitz war das vermutlich von ihm erbaute oder erweiterte Moulton Castle. Nach seiner Freilassung 1217 und vor dem 10. März 1218 hatte Moulton in zweiter Ehe Ada de Morville, die Witwe von Richard de Lucy geheiratet. Sie war eine Tochter und Teilerbin von Hugh de Morville († 1202), einem Kronvasallen aus Burgh by Sands in Cumberland. Wahrscheinlich hatte Moulton sie geheiratet, als Cumberland noch gegen Ende des Kriegs der Barone vom schottischen König Alexander II. besetzt war. Da er deshalb Moulton seine zweite Frau ohne Erlaubnis des englischen Königs geheiratet hatte, wurde er wegen unerlaubter Heirat der Witwe eines Kronvasallen zu einer Strafzahlung von 1000 Mark verurteilt. Aufgrund seiner Unterstützung der Minderheitsregierung erlaubte ihm das Schatzamt 1219, seine Schulden in niedrigen Raten zu zahlen, so dass er bei seinem Tod dem Schatzamt noch über £ 68 schuldete. Durch seine zweite Heirat erwarb er durch das Recht seiner Frau das einträgliche Erbamt des königlichen Forsthüters für Cumberland. Durch diese Ehe war er zum Kronvasallen aufgestiegen, und als Richter war er zu Reichtum gelangt. Dabei hatte er nach Matthew Paris keine Skrupel, seinen Landbesitz auf Kosten der an seine Besitzungen angrenzenden Croyland Abbey zu erweitern. Der Justiciar Hubert de Burgh tadelte ihn 1222 in einem Brief, dass er sich als königlicher Forstverwalter auf Kosten des Königs bereichern würde. Wie sein Vater und sein Großvater konnte Moulton durch Eindeichungen und Entwässerung seinen Landbesitz in den Fens im südlichen Lincolnshire erweitern.

## Ehen, Nachkommen und Erbe
Moulton war zweimal verheiratet. Vor 1200 heiratete er Sara, eine Tochter von Richard of Fleet, einem Vogt des Earl of Lincoln. Mit ihr hatte er drei Söhne und eine Tochter:
- Alan of Moulton
- Lambert of Moulton († 1246)
- Thomas of Moulton
- Julia

Seine Tochter verheiratete er 1209 mit Robert le Vavasour, einem Ritter aus Yorkshire. 1214 erwarb Moulton für 1000 Mark von der Krone die Vormundschaft für die beiden Töchter von Richard de Lucy († um 1213). Er verheiratete sie mit seinen Söhnen Alan und Lambert. Über ihren Vater hatten die beiden Töchter Ansprüche auf das umfangreiche Erbe von Alice de Rumilly in Nordengland, das Skipton in Yorkshire sowie Papcastle und Egremont in Cumberland umfasste. Nach langen Rechtsstreitigkeiten erhielten Alan und seine Frau Alice aus dem Erbe die Hälfte der Herrschaft Papcastle. Ihr Sohn Thomas nahm daraufhin den Namen de Lucy an und wurde Ahnherr der Familie Lucy aus Cockermouth. Lambert und seine Frau Mabel de Lucy erbten die Baronie Egremont. Der dritte Sohn Thomas wurde Geistlicher. Mit seiner zweiten Frau Ada de Morville, der Mutter seiner beiden Mündel, hatte er drei Söhne, darunter:
- Thomas de Moulton († 1271)

Dieser Thomas de Moulton erwarb durch die Heirat mit Maud, einer Tochter von Hubert (II) de Vaux die Baronie Irthington in Cumberland.
Moulton machte Schenkungen zugunsten der Zisterzienserklöster Calder und Holmcultram in Cumberland sowie an das von seiner Familie gestiftete Hospital St John bei Boston. Weitere Schenkungen gingen an Bourne Abbey, Bullington Priory, Spalding Priory und weitere geistliche Häuser in Lincolnshire. Sein Sohn Lambert erbte seine Besitzungen in Nordengland, während sein Sohn Thomas aus seiner zweiten Ehe Whaplode und Holbeach in Lincolnshire erbte.